# Саввинская набережная
Са́ввинская на́бережная расположена на левом берегу Москвы-реки в Хамовниках между Ростовской набережной и Новодевичьим проездом.

## Происхождение названия
Так же, как и Саввинские переулки, набережная названа в начале XX века по располагавшейся здесь в XV—XVII веках патриаршей слободе Саввина (Саввинского) монастыря (впервые упоминается в завещании 1454 года Петра Добрынского, передавшего «монастырь святого Саввы митрополиту Киевскому и всея Руси»).

## Описание
Саввинская набережная является продолжением Ростовской и начинается от 1-го Вражского переулка. Проходит на юго-запад напротив Бережковской набережной, слева к ней примыкают 2-й переулок Тружеников, переулок Льва Выготского и Малый Саввинский, за Новодевичьим проездом переходит в Новодевичью набережную.
В 2017 году набережная, наряду с Ростовской и Смоленской, была включена в программу благоустройства «Моя улица». Строительные работы начались 11 мая. Осенью 2017 году реконструкция и благоустройство были завершены. Здесь провели работы по переносу инженерных коммуникаций, уложили новое асфальтобетонное покрытие, установили 173 смотровых и 148 дождеприёмных колодцев. Пешеходную часть набережной расширили, разбили клумбы и поставили скамейки для отдыха.

## Здания и сооружения
- № 7, стр. 1 — Саввинская канализационная насосная станция.
- № 11—13 — фабричные корпуса кружевной мануфактуры «Ливерс» (1906, архитектор Т. Я. Бардт) (снесены).
- №23, стр. 1 — «Московский шёлк»

## Транспорт
После завершения благоустройства осенью 2017 года на набережной были установлены остановочные пункты общественного транспорта:
- «2-й переулок Тружеников»,
- «Московский шёлк» (около переулка Льва Выготского),
- «Саввинская набережная» (около Малого Саввинского переулка).

12 мая 2018 года запущен новый автобусный маршрут № 216 (ныне с216), который связал набережную со станциями метро  Спортивная,  Киевская (через мост Богдана Хмельницкого) и  Краснопресненская.
Ранее регулярное маршрутное движение по набережной отсутствовало.